# James Stark
Pour les articles homonymes, voir Stark.
 (décembre 2018).
Si vous disposez d'ouvrages ou d'articles de référence ou si vous connaissez des sites web de qualité traitant du thème abordé ici, merci de compléter l'article en donnant les références utiles à sa vérifiabilité et en les liant à la section « Notes et références ».
James Stark (né le 19 novembre 1794, mort le 24 mars 1859) était un peintre britannique spécialiste des paysages.
Membre de premier rang de l'École de peinture de Norwich, en 1828, il est élu vice-président de la Norwich Society of Artists (en français : « Société des Artistes de Norwich ») et devient son président en 1829. Il avait de nombreux mécènes et était largement acclamé par la presse du comté de Norfolk pour le succès de sa carrière londonienne.

## Biographie
James Stark est né à Norwich en  novembre 1794. Il est le fils cadet d'un teinturier, Michael Stark, à qui l'invention de la teinture appelée « rouge de Norwich » est attribuée.
En 1811, après avoir achevé son éducation à l'école de Norwich, il entre comme apprenti auprès du peintre John Crome qui l'influença fortement. En 1814, il quitte Norwich pour Londres où il vécut jusqu'à sa mort en 1859. Il est inhumé dans son caveau familial à Norwich.
Stark utilisa surtout la peinture à l'huile. Ses premières œuvres représentent des scènes de bois, qui sont souvent des pastiches de la peinture néerlandaise du XVIIe siècle.
Sa période la plus fructueuse date des années 1830 avec des œuvres présentant une certaine fraîcheur qui lui manquait auparavant. Stark a réalisé des gravures, des aquarelles et des dessins à la mine de plomb ou à la craie.
En 1834, il publie Scenery of the Rivers of Norfolk (en français : Scènes des rivières du Norfolk) qui contient 36 gravures réalisées d'après ses propres œuvres et accompagnées d'un texte commentant chaque image. L'ouvrage, ambitieux, est bien reçu lors de sa publication mais n'est pas un succès financier.